# Joaquín Lavega
Joaquín Lavega Colzada (Montevideo, 3 febbraio 2005) è un calciatore uruguaiano, attaccante del Fluminense.

## Caratteristiche tecniche
Nel 2022, è stato inserito nella lista "Next Generation" dei sessanta migliori talenti nati nel 2005, redatta dal quotidiano inglese The Guardian.

## Carriera

### Club
Cresciuto nel settore giovanile del River Plate (M), debutta in prima squadra il 30 maggio 2021 in occasione dell'incontro di Primera División Profesional de Uruguay pareggiato 0-0 contro il Dep. Maldonado.

### Nazionale
Ha giocato nelle nazionali giovanili uruguaiane Under-15, Under-20 ed Under-23.

## Statistiche

### Presenze e reti nei club
Statistiche aggiornate al 29 marzo 2025.
| Stagione               | Squadra                | Campionato             | Campionato | Campionato | Coppe nazionali | Coppe nazionali | Coppe nazionali | Coppe continentali | Coppe continentali | Coppe continentali | Altre coppe | Altre coppe | Altre coppe | Totale | Totale |
| Stagione               | Squadra                | Comp                   | Pres       | Reti       | Comp            | Pres            | Reti            | Comp               | Pres               | Reti               | Comp        | Pres        | Reti        | Pres   | Reti   |
| ---------------------- | ---------------------- | ---------------------- | ---------- | ---------- | --------------- | --------------- | --------------- | ------------------ | ------------------ | ------------------ | ----------- | ----------- | ----------- | ------ | ------ |
| 2021                   | River Plate (M)        | PD                     | 4          | 0          | -               | -               | -               | -                  | -                  | -                  | -           | -           | -           | 4      | 0      |
| 2022                   | River Plate (M)        | PD                     | 21         | 1          | CU              | 2               | 0               | CS                 | 2                  | 1                  | -           | -           | -           | 25     | 2      |
| 2023                   | River Plate (M)        | PD                     | 29         | 1          | CU              | 2               | 1               | CS                 | 1                  | 0                  | -           | -           | -           | 32     | 2      |
| 2024                   | River Plate (M)        | PD                     | 35         | 11         | CU              | 0               | 0               | -                  | -                  | -                  | -           | -           | -           | 35     | 11     |
| Totale River Plate (M) | Totale River Plate (M) | Totale River Plate (M) | 89         | 13         |                 | 4               | 1               |                    | 3                  | 1                  |             | -           | -           | 96     | 15     |
| 2025                   | Fluminense             | A/RJ+A                 | 0+1        | 0          | CB              | 0               | 0               | CS                 | 3                  | 0                  | Cmc         | 0           | 0           | 4      | 0      |
| Totale carriera        | Totale carriera        | Totale carriera        | 90         | 13         |                 | 4               | 1               |                    | 6                  | 1                  |             | 0           | 0           | 100    | 15     |